# Kerstin Köppen
Kerstin Köppen (ur. 24 listopada 1967 w Rathenow) – niemiecka wioślarka, dwukrotna złota medalistka olimpijska.
Urodziła się w NRD i do zjednoczenia Niemiec startowała w barwach tego kraju. W 1992 w Barcelonie - już jako reprezentantka zjednoczonych Niemiec - zwyciężyła w dwójce podwójnej (wspólnie z Kathrin Boron), cztery lata później obie znalazły się w składzie złotej czwórki podwójnej. Stawała na podium mistrzostw świata (pięć razy złoto). W 1998 została uhonorowana Medalem Thomasa Kellera.